# Confederación de Nacionalidades Indígenas del Ecuador
La Confederación de Nacionalidades Indígenas del Ecuador (Conaie) es una organización indígena ecuatoriana, la más grande a nivel nacional. Precedida por la Consejo Nacional de Coordinación de Nacionalidades Indígenas, fue fundada el 16 de noviembre de 1986 en Quito. Está conformada por tres organizaciones filiales, las mismas que pertenecen a las tres regiones del país (excluyendo las islas Galápagos, donde no existen pueblos o territorios ancestrales), las mismas que aglutinan a todos los pueblos y nacionalidades indígenas de Ecuador.
La Conaie funge como el principal representante social de la población indígena ecuatoriana, siendo una de las organizaciones sociales más destacadas en la política nacional. Además ejerce una gran influencia sobre el Movimiento de Unidad Plurinacional Pachakutik, el cual es su representante político en los procesos electorales. Actualmente, el presidente de la Conaie es Marlon Vargas Santi.

## Historia

### Orígenes
La población indígena fue históricamente marginada de la política ecuatoriana, es así que a inicios del siglo XX, se empiezan a organizar en pequeñas agrupaciones, asesorados por el Partido Socialista Ecuatoriano y el Partido Comunista del Ecuador. En agosto de 1944 se realiza el Primer Congreso Ecuatoriano de Indígenas, en la Casa del Obrero, en Quito. En aquella reunión, líderes indígenas como Jesús Gualavisí, Dolores Cacuango, Tránsito Amaguaña, Agustín Vega, Ambrosio Lasso fundaron la Federación Ecuatoriana de Indios (FEI). Posteriormente, el 9 de marzo de 1965 surgió la Federación de Trabajadores Agropecuarios (FETAP), como organización filial a la Confederación Ecuatoriana de Obreros Católicos (CEDOC); la misma que era adherente al Partido Conservador Ecuatoriano (PCE). En noviembre de 1968, la FETAP se transformó en la Federación Nacional de Organizaciones Campesinas (FENOC), con una pequeña, pero cada vez mayor participación indígena en sus filas.
En junio de 1972, nació la Ecuador Runakunapak Rikcharimuy (Ecuarunari), con la asistencia de más de 200 delegados de organizaciones indígenas de Imbabura, Pichincha, Cotopaxi, Bolívar, Chimborazo y Cañar. Dicha organización se fundó en base en las nuevas corrientes ideológicas dentro de la Iglesia Católica, surgidas de la II Conferencia General del Episcopado Latinoamericano y el Concilio Vaticano II. El carácter clerical se evidenció en la presencia de sacerdotes como asesores en las organizaciones provinciales. En la Amazonía, el proceso es más lento, el 24 de agosto de 1980 se realiza el Primer Congreso Regional de las Nacionalidades Indígenas de la Amazonía ecuatoriana, al que asistieron la Federación de Nacionalidades Indígenas del Napo (FOIN), la Federación de Centros Shuar, Organización de Pueblos Indígenas de Pastaza (OPIP), Asociación Independiente del Pueblo Shuar Ecuatoriano (AIPSE), y Jatun Comuna Aguarico (JCA), los mismos que tras el evento, fundan la Confederación de Nacionalidades Indígenas de la Amazonía Ecuatoriana (Confeniae).
Para aquel entonces, la estructura de las organizaciones indígenas era claramente descentralizada; coexistiendo a través de hegemonías regionales y cooperaciones puntuales, pero ninguna organización tenía una representatividad a nivel nacional. La creciente colaboración entre Ecuarunari y Confeniae llevó a planes de fundar una coordinadora nacional de organizaciones indígenas. Posteriormente, el 25 de octubre de 1980, se realizó en Sucúa, el Primer Encuentro de Nacionalidades Indígenas del Ecuador, en el que surgió el Consejo Nacional de Coordinación de las Nacionalidades Indígenas del Ecuador (CONACNIE). Dicho organismo tuvo un segundo congreso en abril de 1984, en Quito, en el mismo que se declaró independiente de todo partido político. Finalmente, en el tercer encuentro de la CONACNIE, se llevó a cabo la creación de la Confederación de Nacionalidades Indígenas del Ecuador (Conaie), el 16 de noviembre de 1986, en Quito.

### Crecimiento y consolidación

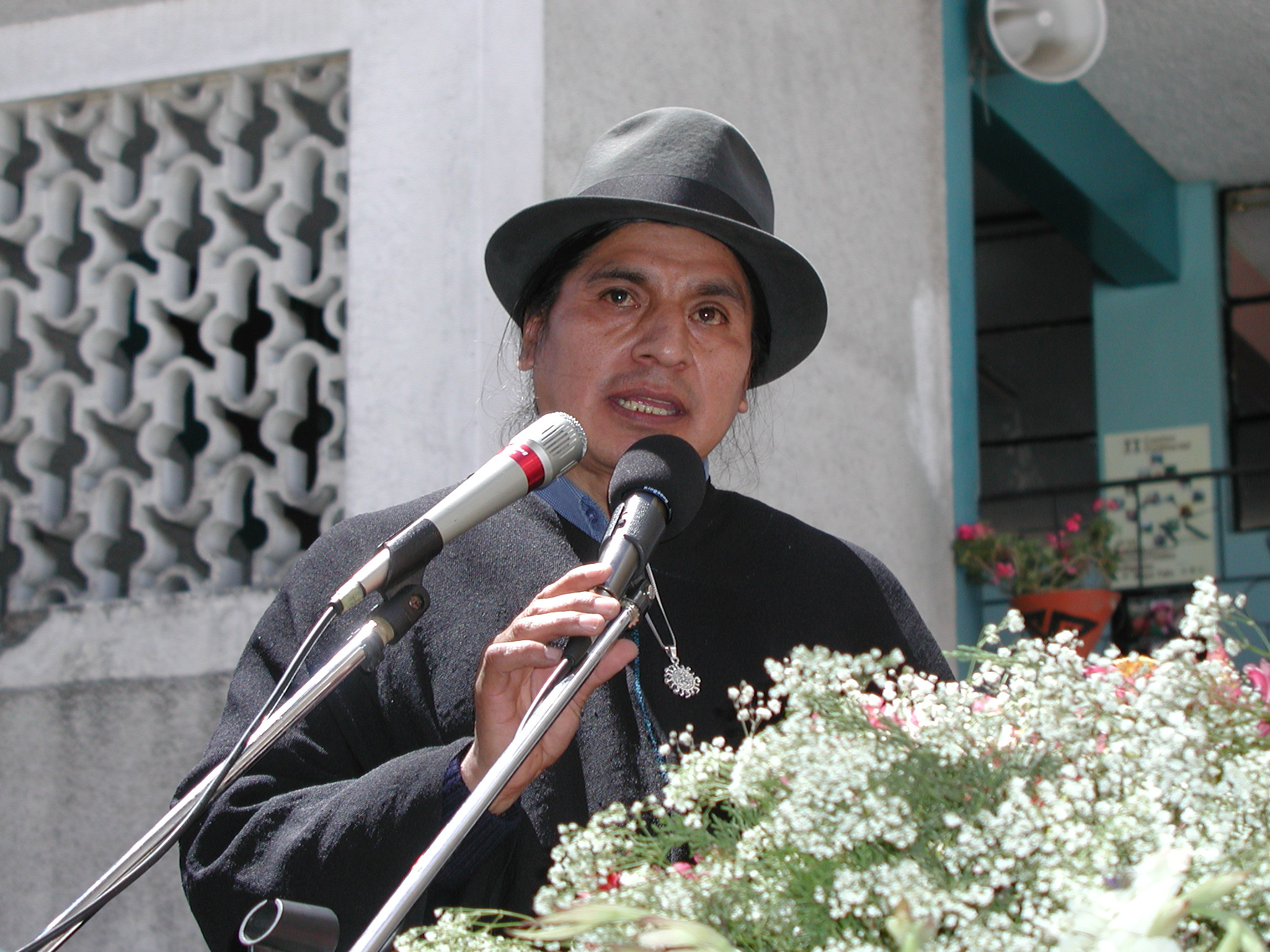
Luis Macas lideró la Conaie durante el Levantamiento Indígena de 1990.

Sus primeras apariciones en la coyuntura política nacional, se dieron con la participación en las huelgas nacionales de 1987 y 1988, contra los gobiernos de León Febres-Cordero Ribadeneyra y Rodrigo Borja Cevallos. En 1990, la Conaie protagonizó el primer levantamiento indígena nacional, iniciado el 28 de mayo con la toma de la iglesia de Santo Domingo, en el Centro histórico de Quito. La madrugada del 4 de junio, los indígenas realizaron bloqueos viales en Imbabura, Pichincha, Cotopaxi, Tungurahua, Bolívar, Chimborazo y Cañar; además paralizaron la capital por varios días. Esto tomó por sorpresa al gobierno y a toda la población, principalmente en las ciudades donde se realizaron las manifestaciones, ya que fue la primera ocasión en que la población indígena realizaba una paralización de magnitud nacional. En días posteriores se incrementaron los cortes de carreteras, extendiéndose a las provincias de Azuay, Loja y toda la región Amazónica, además de la toma de haciendas y algunos edificios públicos en las capitales provinciales. Tras la mediación de la Iglesia Católica, el gobierno de Borja y la Conaie comenzaron una serie de diálogos, el levantamiento concluyó el 8 de junio. Aquel levantamiento catapultó a la Conaie como protagonista en la política nacional, además de convertirla en la vocera más poderosa de la población indígena ecuatoriana.
Posteriormente, se realizó la marcha indígena encabezada por la Organización de Pueblos Indios de Pastaza (OPIP) en mayo de 1992, con la cual se logró el reconocimiento de miles de hectáreas a favor de los indígenas amazónicos, además la Conaie consiguió la personería jurídica. Para las elecciones presidenciales de 1992 las organizaciones indígenas llamaron a sus seguidores a la abstención electoral y promovieron un discurso anti-institucional, al no sentirse identificados con ninguna candidatura.  En el gobierno de Sixto Durán-Ballén, la Conaie protagonizó un nuevo levantamiento indígena en junio de 1994, en contra de la aprobación de la Ley de Desarrollo Agrario, que suprimía la reforma agraria y paralizaba el reparto de la tierra. La movilización fue similar a la de 1990, pero de menor intensidad, los indígenas bloquearon carreteras y provocaron desabastecimiento de víveres en las principales ciudades, logrando que el gobierno desistiera de dicha ley.

### Participación en las urnas y golpes de estado
La consulta popular de 1994 convocada por Durán-Ballén comenzó a dar una idea a las organizaciones indígenas para realizar una participación electoral, algo que sería más tarde aceptado por la Conaie. Fue así como el 5 de junio de 1995, nace el Movimiento de Unidad Plurinacional Pachakutik - Nuevo País En este proyecto se integrarían, además de la Conaie: la Coordinadora de Movimientos Sociales (CMS), los trabajadores petroleros, el Movimiento de Ciudadanos por un Nuevo País, y además pequeños grupos de izquierda ecuatoriana.  Se auspiciaría la candidatura presidencial del entonces periodista Freddy Ehlers en las elecciones de 1996, consiguiendo con este binomio el tercer lugar en la elección. En las legislativas, Pachakutik alcanzó 8 escaños en el Congreso Nacional con una lista liderada por el dirigente de la Conaie, Luis Macas, quedando como primera fuerza de izquierda en la cámara.
La Conaie fue parte de la oposición al efímero gobierno de Abdalá Bucaram, siendo una de las principales organizaciones que protagonizaron las movilizaciones sociales, formando el "Frente Patriótico de Defensa del Pueblo". Una vez más, realizaron el cierre de carreteras y luego marchas sobre la ciudad de Quito, en las que participaron múltiples organizaciones políticas, que desembocaron en el derrocamiento de Bucaram, el 6 de febrero de 1997.
Tras las elecciones presidenciales de 1998, formaron parte de la oposición al gobierno de Jamil Mahuad, en cuyo periodo se dio la crisis financiera de 1999. Fueron activos participantes de manifestaciones y paralizaciones, siendo la Conaie uno de los principales protagonistas de la caída del gobierno de Mahuad, el 21 de enero de 2000, después de haber marchado desde la Amazonía y el norte del país, exigiendo la interrupción del proceso de dolarización, el retorno al sucre, y la renuncia de Mahuad, marcha a la cual se adhirió el coronel Lucio Gutiérrez junto a otros militares. Para el mediodía, la marcha ocupó el Congreso y el Tribunal Supremo al retirarse la policía. Lucio Gutiérrez, Carlos Solórzano, expresidente de la Corte Suprema de Justicia y cercano al Partido Roldosista Ecuatoriano de Abdalá Bucaram, y el presidente de la Conaie, Antonio Vargas, formaron un triunvirato simbólico llamado "Junta de Salvación Nacional", posesionándose dentro del ocupado Congreso, pero sin más poder que dentro de las instalaciones del edificio tomado. Las Fuerzas Armadas del Ecuador aprovecharon la conmoción causada para retirar el apoyo militar a Mahuad, controlar a la agrupación Junta de Salvación Nacional, intentar establecer un gobierno militar; no obstante, luego de no obtener apoyo internacional, organizaron el traspaso de poder al entonces vicepresidente, Gustavo Noboa el 22 de enero.

### Llegada al poder y primeras fricciones

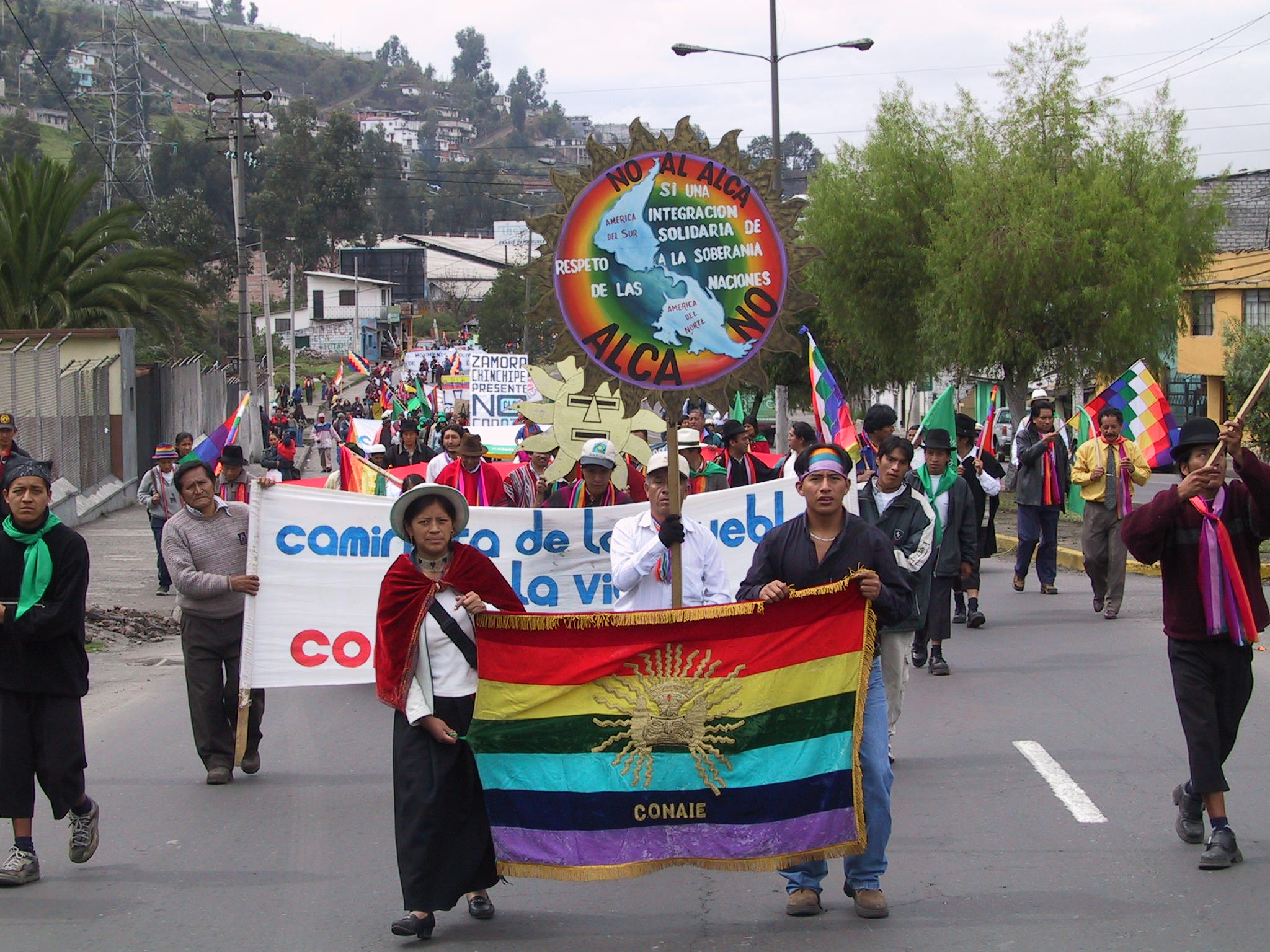
Marcha de la Conaie contra el Área de Libre Comercio de las Américas (ALCA), en 2002.

Tras la toma simbólica del poder en el golpe de Estado del 2000, empezarían las primeras pugnas dentro de la Conaie y Pachakutik, en vísperas de las elecciones de 2002. Es así que dirigentes indígenas, como Antonio Vargas, se pasarían hacia el Movimiento Indígena Amauta Jatari, el cual lanzó a Vargas como candidato presidencial. Por su parte, Pachakutik y la Conaie apoyarían la candidatura de Lucio Gutiérrez; su apoyo fue fundamental para que Gutiérrez alcanzara la presidencia. Tras la posesión de Gutiérrez, la Conaie, a través de Pachakutik, formó parte de la coalición de gobierno. No obstante, Gutiérrez estructuró un gabinete diverso pero contradictorio: el frente económico y político se encontraba en manos de los sectores tradicionales de la derecha. Por otro lado, entregó 4 ministerios a Pachakutik, entre los que destacaban los de Relaciones Exteriores y Agricultura, cuyos ministros eran Nina Pacari y Luis Macas, históricos dirigentes de la Conaie.
Pronto las discrepancias políticas con quienes lo habían ayudado a acceder al poder también se hicieron latentes y los movimientos indígenas, empezaron a presionar al mandatario hasta que el acuerdo se rompió a los seis meses, después de los cuales, se sumaron a la oposición culpando a Gutiérrez de romper con el mandato popular expresado en su elección al dar un viraje en su política, dejando de lado las propuestas de corte izquierdista originales, teniendo acercamientos con el Partido Social Cristiano y Estados Unidos. Sin embargo, ciertos dirigentes indígenas, como Antonio Vargas, prefirieron quedarse en el gobierno de Gutiérrez, a pesar de su evidente viraje hacia la derecha. Es así que surgen las primeras fisuras dentro de la Conaie y Pachakutik, principalmente en la amazonía, bastión político de Gutiérrez. Es así que, como parte de la oposición a Lucio Gutiérrez, participaron y organizaron varias manifestaciones, destacándose la de enero del 2005, en la que mostraron su rechazo al Tratado de Libre Comercio con Estados Unidos, que Gutiérrez pretendía firmar. Fueron partícipes de la caída del gobierno de Gutiérrez, en la Rebelión de los forajidos del abril de 2005, no obstante, en aquella ocasión los protagonistas del golpe de Estado serían los quiteños, mientras la Conaie tuvo una participación minoritaria.
El sucesor de Gutiérrez, Alfredo Palacio, continuó con las negociaciones de Tratados de Libre Comercio, teniendo avances en las negociaciones con Estados Unidos, siendo considerado esto como una traición de su promesa de retomar el modelo de gobierno progresista por el que fue elegido como vicepresidente, además de bajar estándares de soberanía económica, por lo que la Conaie nuevamente organizó movilizaciones en las que expresaban su rechazo al TLC y al Área de Libre Comercio de las Américas (ALCA). Para las elecciones de 2006, Pachakutik candidateó a Luis Macas, con el apoyo de la Conaie. Macas quedó en sexto lugar, con apenas el 2,19 % de los votos. En el balotaje, mostraron su apoyo a Rafael Correa, quien venció las elecciones.

### Pérdida de influencia
La ulterior participación en el gobierno de Gutiérrez conllevó una pérdida de cohesión interna; así la integración de dirigentes indígenas en el gobierno, en una confusión entre la organización social con la política, al que se sumó el ejercicio de prácticas que se atribuían a los partidos políticos tradicionales, tal el nepotismo o el clientelismo, acabaron por fraccionar a la organización y a la población indígena. El decepcionante resultado de Macas en las elecciones de 2006, evidenciaron la pérdida de influencia de la Conaie en los territorios indígenas. Luego del triunfo de Rafael Correa, la Conaie y Pachakutik apoyaron al oficialismo, haciendo campaña a favor de la aprobación de la Constitución de 2008 en el referéndum constitucional y en la reelección de Correa en las elecciones de 2009. No obstante, al poco tiempo del segundo período presidencial de Correa, Pachakutik y la Conaie rompieron con el gobierno de Rafael Correa por estar en desacuerdo con la Ley de Recursos Hídricos y por la creación de nuevas instituciones civiles indígenas y del magisterio pro gobierno. 
La ruptura con Correa, evidenció el quiebre interno que se venía arrastrando en la Conaie y Pachakutik desde años anteriores, es así que en la primera movilización contra Correa, en septiembre de 2009, apenas unos 2000 indígenas arribaron a la capital. Fueron varios los dirigentes y organizaciones de base que se apartaron de la línea política que representaban Pachakutik y la Conaie tras la ruptura con Correa, entre ellos Virgilio Hernández Enríquez, Humberto Cholango, Mario Conejo, Gilberto Guamangate, entre otros. Algunos se integraron a Alianza PAIS, o pasaron a ser aliados indirectos del oficialismo. En medio del levantamiento policial del 30-S, el movimiento indígena hizo un llamado «a constituir un solo frente nacional para exigir la salida del Presidente Correa», por lo que posteriormente Correa los señalaría como parte de un complot planificado por la oposición para derrocar al presidente, por lo que la catalogó como un intento de golpe de Estado.

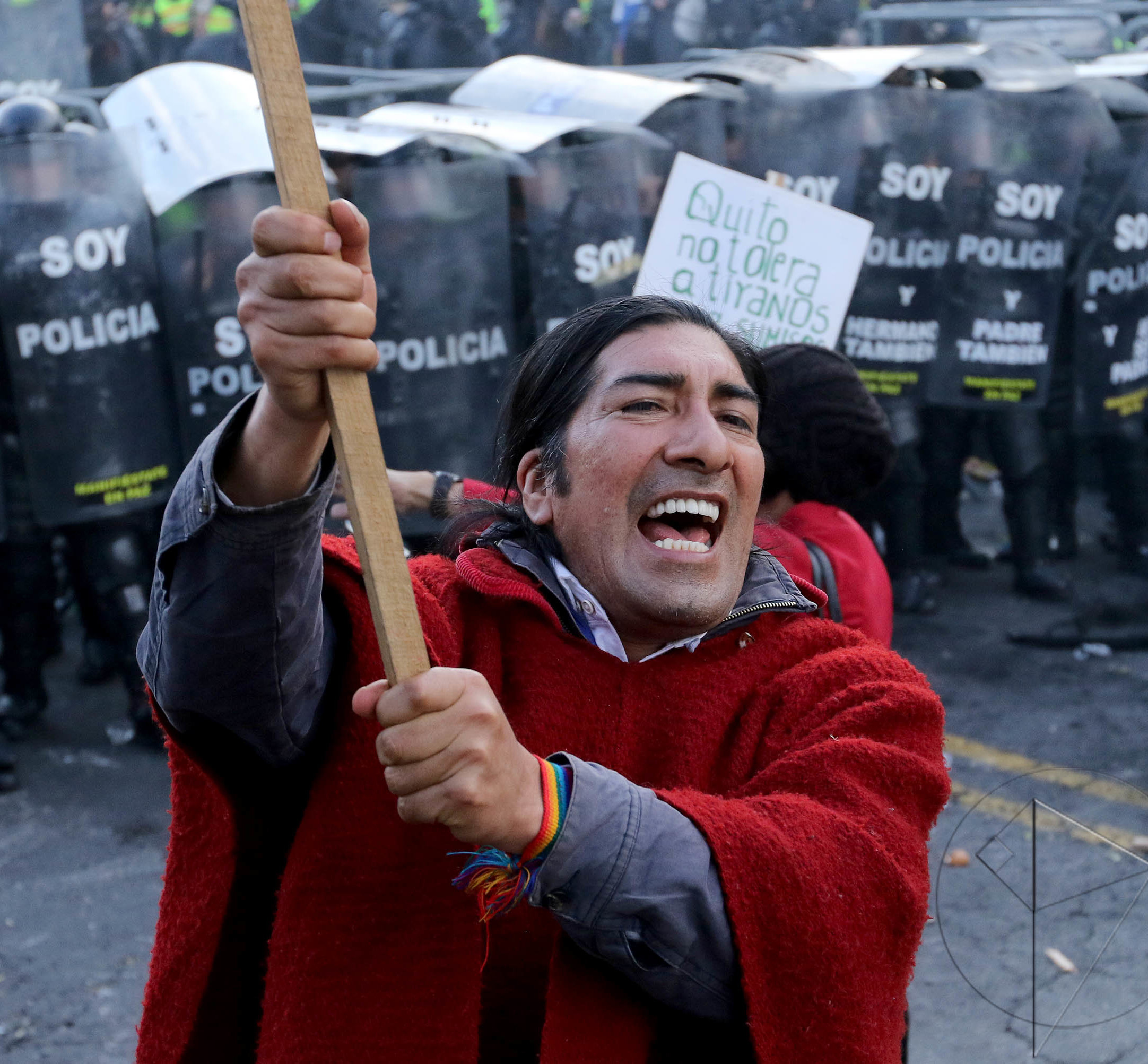
Carlos Pérez Guartambel, en ese entonces presidente de la Ecuarunari, encabezó la movilización del 13 de agosto de 2015, junto con Salvador Quishpe, Jorge Herrera, entre otros.

Durante el periodo de oposición a Correa, el principal aliado de la Conaie y Pachakutik fue el Movimiento Popular Democrático, y las organizaciones sociales que la conformaban: el Frente Unitario de Trabajadores (FUT), la Unión Nacional de Educadores (UNE), entre otros. Es así que el 8 de marzo de 2012, organizan una nueva movilización desde El Pangui, en la región amazónica, rumbo a Quito. La movilización llegó a la capital el 22 de marzo, día que marcharon en conjunto con el MPD, el FUT, la UNE, organizaciones ambientalistas, y demás opositores al gobierno de Correa. El gobierno desestimó la magnitud de la movilización, la misma que terminó en incidentes frente a la Asamblea Nacional y sin mayores resultados. Para las elecciones presidenciales de 2013, la Conaie apoyaría a la Unidad Plurinacional de las Izquierdas, conformada por el MPD y Pachakutik, quienes lanzaron la candidatura presidencial de Alberto Acosta. Obtuvieron apenas el 3,26 % de votos, quedando Acosta en el sexto lugar de ocho participantes, lo que evidenció la pérdida de influencia en el país de Pachakutik y la Conaie. Es así que el entonces presidente de la Conaie, Jorge Herrera, admitió en diciembre de 2014 que «el 60% de quienes forman la organización está consolidado, mientras que el 40% ha decidido en estos últimos años marcharse por decisión propia o por unirse al Gobierno».
Participaron en las manifestaciones en Ecuador de 2015, en rechazo a los proyectos de ley que el gobierno de Rafael Correa envió a la Asamblea Nacional, sobre la oficialización de un impuesto a las grandes herencias y a la plusvalía, la aplicación de salvaguardias arancelarias a ciertas importaciones para remediar la caída internacional del precio del petróleo, entre otros reclamos, en los que participaron todos los partidos y organizaciones opositoras a Correa, tanto de derecha como izquierda. La Conaie organizó una movilización desde Tundayme, parroquia del cantón El Pangui, en Zamora Chinchipe, con rumbo a la capital; salieron el 2 de agosto con decenas de personas. La movilización recorrió en 10 días gran parte de la región interandina, adhiriéndose a la movilización varios cientos de manifestantes en el camino y llegaron a Quito el 12 de agosto. Varias organizaciones sociales, encabezadas por Unidad Popular, la Conaie y el FUT, hicieron un llamado a la ciudadanía para apoyar el paro nacional indefinido que estaban planificando para el 13 de agosto. Se registraron manifestaciones violentas en varias ciudades del país, principalmente en Quito, Puyo y Macas y el cierre de algunas carreteras, mas la ciudadanía laboró con normalidad, fracasando el llamado al paro nacional.
En las elecciones presidenciales de 2017, la organización indígena integró la coalición denominada, Acuerdo Nacional por el Cambio, la cual respaldaba la candidatura de Paco Moncayo. En la primera vuelta, Mocayo obtuvo el 6,71% de votos, quedando en cuarto lugar; es así que en el balotaje, la Conaie dio su respaldo a la candidatura de Guillermo Lasso, aunque al ser Lasso representante de la derecha política, muchos miembros de la Conaie criticaron dicho respaldo, e inclusive varias organizaciones filiales y dirigentes, como el Movimiento Indígena y Campesino de Cotopaxi (MICC), negaron dar su apoyo a Lasso. Lenín Moreno venció a Lasso en el balotaje y asumió la presidencia el 24 de mayo de 2017, el cual, al iniciar su periodo, tuvo un acercamiento con todos los sectores políticos del país. Fue así como el 4 de julio del 2017, tuvo una reunión con los dirigentes de la Conaie, en la cual le devolvió a la organización su sede tradicional.

### Resurgimiento

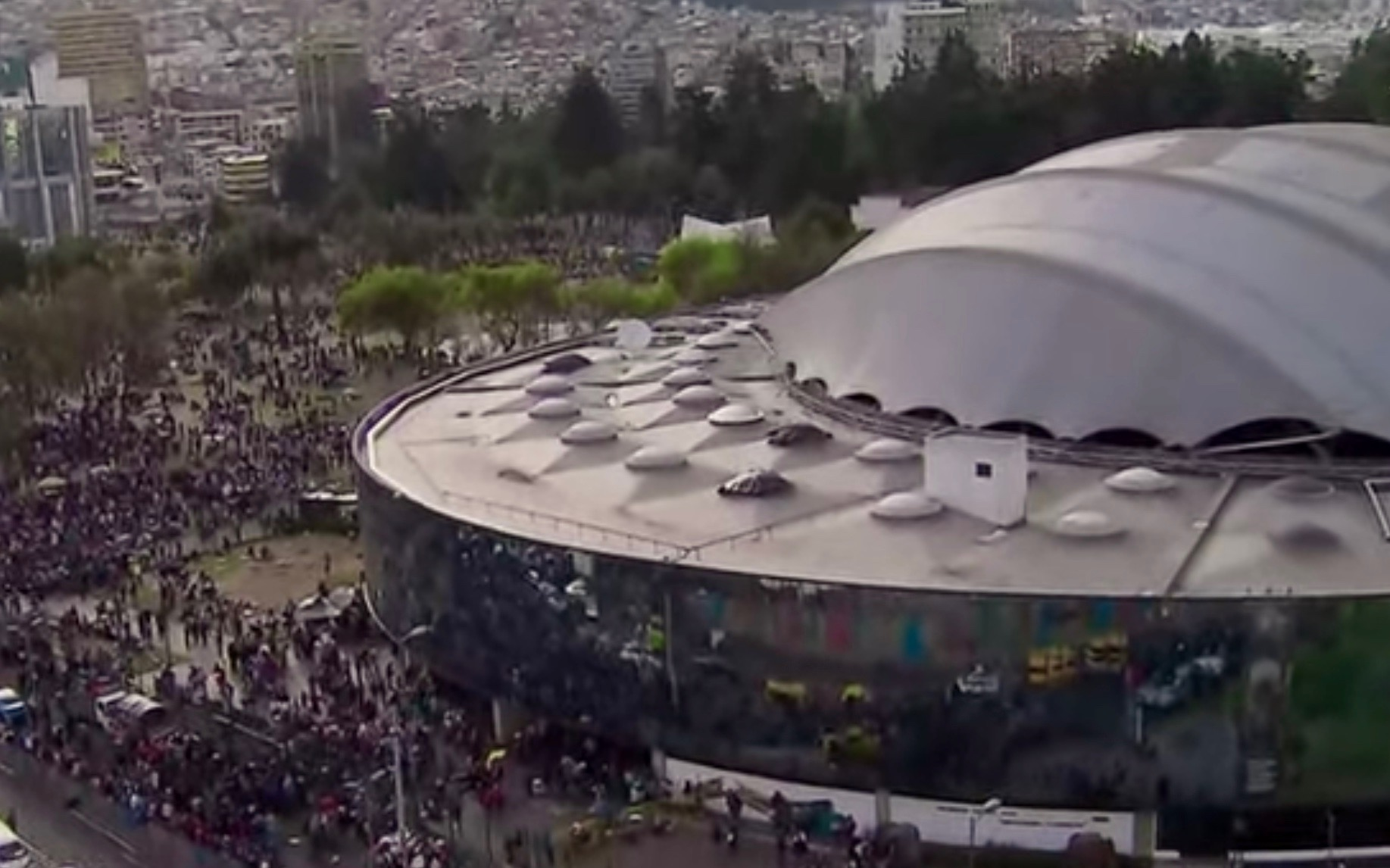
Casa de la Cultura Ecuatoriana durante el Paro Nacional de 2019.

Si bien al principio del Gobierno de Lenín Moreno, la Conaie tuvo una relación cordial con el gobierno, conforme se evidenciaba más el viraje de Moreno hacia la derecha, se fueron distanciando del gobierno. Mientras tanto, debido a la caída de popularidad del presidente Moreno y el partido oficialista Alianza PAIS, las organizaciones indígenas que se habían distanciado de la línea política de la Conaie durante el gobierno de Correa, fueron reintegrándose, dando a la Conaie una recuperación en la coyuntura política ecuatoriana. Dicha unificación fue liderada por Jaime Vargas Vargas, quien fue electo presidente de la Conaie el 16 de septiembre de 2017, por unanimidad durante el XI Congreso celebrado en Zamora, con la premisa de reunificar la organización indígena.
Tras esta reunificación, la Conaie lideró el Paro Nacional de 2019, realizado del 2 al 13 de octubre de 2019, en contra de las medidas económicas del gobierno de Moreno. El Paro Nacional fue realizado con el bloqueo de carreteras, masivas protestas a las cuales se sumó un numeroso sector de la población y la movilización de miles de manifestantes indígenas hacia Quito, donde permanecieron durante días, intentando llegar al Palacio de Carondelet, sin éxito, debido a la cruenta represión policial. La situación se tornó más crítica con el pasar de los días, por lo que el gobierno decretó el estado de excepción, e incluso llegando a ordenar el 8 de octubre un toque de queda y el traslado de la sede de gobierno a Guayaquil. Los principales enfrentamientos se dieron entre los manifestantes indígenas y la policía, la cual llegó a cometer crímenes de lesa humanidad lo que ocasionó al menos 11 fallecidos, 1340 heridos y 1192 detenidos, ocasionando una grave conmoción social; no obstante, el 13 de octubre se llevó a cabo un foro mediado por el representante de la ONU en Ecuador y la Iglesia Católica, donde los dirigentes de la Conaie y el gobierno llegaron a un acuerdo que finalizó con el conflicto.
Para las elecciones presidenciales de 2021, los nombres de Jaime Vargas y Leonidas Iza sonaban como precandidatos por Pachakutik, no obstante, la dirigencia del partido candidateó a Yaku Pérez a la presidencia, mientras Salvador Quishpe lideró la lista en las elecciones legislativas de 2021, dejando de lado a los dirigentes de la Conaie, por lo cual se dio una evidente una ruptura entre la organización indígena y Pachakutik, aunque al final de la campaña electoral, la Conaie brindó su respaldo a Pérez, quien obtuvo el tercer lugar. En el balotaje, la Conaie respaldó a Pachakutik, que hizo campaña por el voto nulo; no obstante, Vargas brindó su respaldo a Andrés Arauz a nombre de la organización, por lo que la misma lo desconoció de su calidad de presidente por “irrespetar las decisiones colectivas”. Manuel Castillo, vicepresidente de la organización, asumió la representación temporalmente mientras se designaba al nuevo presidente. Las diferentes direcciones políticas a las que apuntaban la Conaie y Pachakutik, se hicieron evidentes tras el triunfo de Guillermo Lasso en las elecciones presidenciales y su llegada al poder, ya que Pachakutik realizó un pacto legislativo con el Movimiento CREO (perteneciente a Lasso), la Izquierda Democrática y partidos políticos con menor representación, en el que Pachakutik obtenía la presidencia legislativa en la figura de Guadalupe Llori. Esto mientras, la Conaie ha mantenido una postura crítica al Gobierno de Guillermo Lasso, liderada por Leonidas Iza, tras su elección como presidente de la organización en el VII Congreso Nacional, el 27 de junio de 2021.

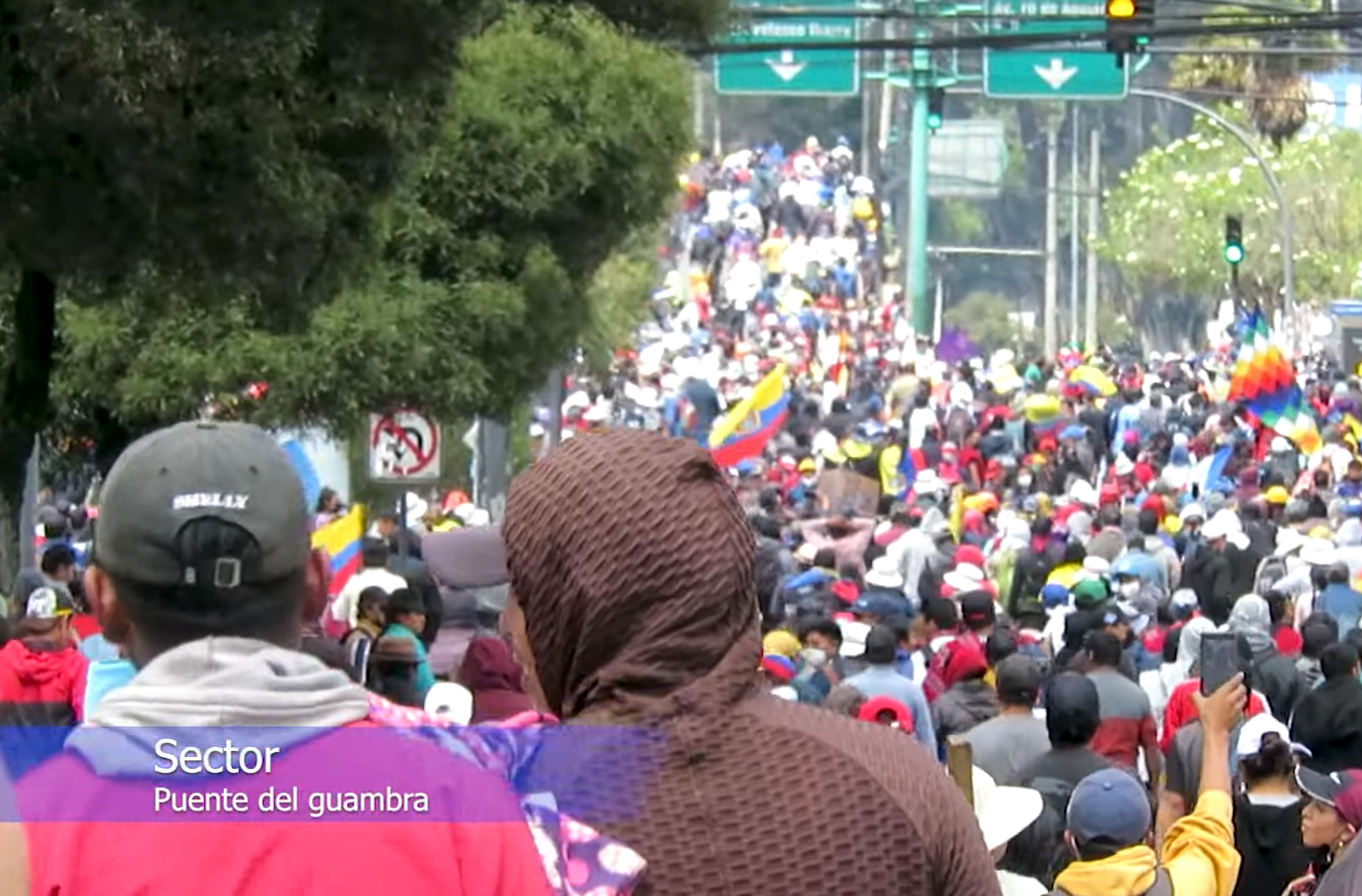
Jornada de movilizaciones en Quito, durante el Paro Nacional de 2022.

Tras reunirse varias veces con el gobierno, sin recibir respuesta a sus propuestas, la Conaie, junto con la Feine y la Fenocin convocaron a un nuevo Paro Nacional, realizado entre el 13 y el 30 de junio de 2022, en oposición a las políticas del gobierno de Lasso. Al Paro Nacional de 2022 se adhirieron varias organizaciones sociales y un considerable sector de la población, quienes en conjunto con las organizaciones indígenas, durante 18 días realizaron un sinnúmero de manifestaciones, bloqueos viales, toma de gobernaciones y una paralización laboral que provocó desabastecimiento de combustibles, gas y abastos en gran parte del país. El 24 de junio, tras 11 días de manifestaciones, la Asamblea Nacional invocó el artículo 130.2 de la Constitución, solicitando la destitución de Lasso y el adelanto de elecciones, con el fin de solucionar el conflicto. La Conaie mostró su respaldo a dicho proceso e hizo un llamado a los asambleístas de Pachakutik a votar por la destitución del presidente, sin embargo, en la votación realizada el 28 de junio, la propuesta no obtuvo los votos necesarios, ya que la bancada oficialista, el PSC, la ID e incluso algunos legisladores de Pachakutik (como Llori), votaron en contra de la destitución de Lasso. Finalmente, tras 18 días del Paro Nacional, las organizaciones indígenas y el gobierno lograron un acuerdo gracias a la mediación de la Conferencia Episcopal Ecuatoriana.

## Gobierno y organización
La Conaie está conformada por tres organizaciones filiales, que representan a los pueblos y nacionalidades indígenas de las tres regiones del Ecuador (excluyendo las islas Galápagos, donde no existen pueblos o territorios ancestrales): la Confederación Nacionalidades y Pueblos Indígenas de la Costa Ecuatoriana (Conaice), la Confederación de Pueblos de la Nacionalidad Kichwa del Ecuador (Ecuarunari) y la Confederación de Nacionalidades Indígenas de la Amazonía Ecuatoriana (Confeniae). En cuanto a su dirección, la organización tiene un Consejo de Gobierno, el cual está encabezado por el presidente, seguido por el vicepresidente. Tras ellos, existen varias comisiones, tales como: educación, comunicación, salud, entre otras; cada una de ellas está liderada por un Coordinador. Aquella directiva es elegida en elecciones internas, mediante un Congreso, en el que participan todos los delegados de los pueblos y nacionalidades que conforman las tres organizaciones filiales de la Conaie. El Congreso de la Conaie, es la instancia máxima que adopta resoluciones y posturas. Tras el Congreso, se encuentra el Consejo Ampliado de la Conaie, conformado por el Consejo de Gobierno y los dirigentes de las organizaciones filiales.

### Consejo de Gobierno
| Secretaría                                          | Titular             | Organización | Pueblo/nacionalidad |
| --------------------------------------------------- | ------------------- | ------------ | ------------------- |
| Presidente                                          | Leonidas Iza        | Ecuarunari   | Quichua-panzaleo    |
| Vicepresidenta                                      | Zenaida Yasacama    | Confeniae    | Quichua amazónico   |
| Comisión de Fortalecimiento organizativo y política | Agutpin Cachipuendo | Ecuarunari   | Quichua-cayambi     |
| Comisión de Comunicación                            | Estefanía Lalvay    | Ecuarunari   | Quichua-cañari      |
| Comisión de Educación                               | Franklin Casicana   | Ecuarunari   | Quichua-quisapincha |
| Comisión de la Mujer y la Familia                   | Alicia Cahuya       | Confeniae    | Huaorani            |
| Comisión de Juventud, Cultura y Deporte             | Patricia Calderón   | Ecuarunari   | Quichua-pasto       |
| Comisión de Relaciones Internacionales              | Vacante             |              |                     |
| Comisión de Salud y Nutrición                       | Jessica Isacha      | Confeniae    | Shuar               |
| Comisión de Territorios y Recursos Naturales        | Roberto Wachapá     | Confeniae    | Shuar               |

### Organizaciones filiales
| Siglas     | Filial                                                                   | Región   | Presidente        | Representatividad |
| ---------- | ------------------------------------------------------------------------ | -------- | ----------------- | ----------------- |
| Conaice    | Confederación Nacionalidades y Pueblos Indígenas de la Costa Ecuatoriana | Costa    | Jairo Cantincus   | ≈25%              |
| Ecuarunari | Confederación de Pueblos de la Nacionalidad Kichwa del Ecuador           | Sierra   | Alberto Ainaguano | ≈45%              |
| Confeniae  | Confederación de Nacionalidades Indígenas de la Amazonía Ecuatoriana     | Amazonía | José Esach        | ≈30%              |

## Agenda política
La agenda política de la Conaie incluye cuatro pilares básicos: el reforzamiento de una identidad indígena positiva, la recuperación del derecho de las tierras, la sostenibilidad medioambiental y el rechazo de la presencia militar estadounidense en Sudamérica (caso Plan Colombia).
El eje conductor de la política del Movimiento Indígena del Ecuador es el proyecto político que fue consolidado en 1994 en el que se detalle los principios políticos e ideológica, así como los planes de acción.
En 2013, el movimiento se vio más involucrado con otras organizaciones indígenas sobre el derecho a la tierra y la sostenibilidad, para luchar contra los acuerdos realizados por el gobierno con una gran cantidad de multinacionales petrolíferas. 
En 1990 la Conaie movilizó miles de indígenas y campesinos para varias expresiones artísticas en la capital de Quito como formas de protesta contra el gobierno.
El programa de la confederación recogía 16 demandas:
1. Declaración pública de que Ecuador como país plurinacional (que fue recogida en la constitución)
2. El gobierno debe otorgar las tierras y los títulos de tierras a sus nacionalidades
3. Solucionar los problemas de las necesidades del agua y el riego.
4. Absolución de las deudas de indígenas de Foderuma y el Banco de Desarrollo Nacional
5. Congelar los precios de los productos de consumo
6. Concluir con especial prioridad los proyectos de las comunidades indígenas
7. No pago de las tasas de las tierras rurales
8. Expulsión del Instituto Lingüístico de Verano
9. Venta de artesanías comerciales exenta de tasas
10. Protección de yacimientos arqueológicos
11. Legalización de medicina indígena
12. Cancelación del decreto gubernamental que creó la reforma de la tierra que las concedía a organismos
13. Concesión gubernamental de fondos para las nacionalidades
14. Concesión gubernamental de fondos para la educación bilingüe
15. Respeto de los derechos del niño
16. Fijación de precios justos para los productos